# Josie Knight
Josie Knight (Aylesbury, 29 marzo 1997) è una pistard e ciclista su strada britannica con cittadinanza irlandese. Nella specialità dell'inseguimento a squadre su pista ha vinto la medaglia d'argento ai Giochi olimpici di Tokyo 2020, due titoli mondali (2023 e 2024) e due titoli europei Elite, nel 2020 e 2023. Nell'inseguimento individuale si è invece laureata campionessa continentale nel 2024.

## Biografia
Nata ad Aylesbury, si è trasferita a diciotto mesi con la famiglia a Dingle, acquisendo in seguito la cittadinanza irlandese.

## Carriera
Dal 2020, dopo aver corso in precedenza con i colori dell'Irlanda, è membro della nazionale britannica.; agli Europei di Plovdiv dello stesso anno ha vinto la prova dell'inseguimento a squadre insieme a Laura Kenny, Katie Archibald e Neah Evans.
Nel 2021 ha vinto, con le stesse compagne di squadra, la medaglia d'argento nell'inseguimento a squadre ai Giochi olimpici di Tokyo 2020, e, in quartetto con Archibald, Evans e Megan Barker, la medaglia di bronzo di specialità ai Mondiali di Roubaix.

## Palmarès

### Pista
- 2020

Campionati britannici, Inseguimento individuale
Campionati britannici, Inseguimento a squadre (con Ella Barnwell, Anna Docherty, Jenny Holl e Anna Shackley)
Campionati europei, Inseguimento a squadre (con Laura Kenny, Katie Archibald, Neah Evans ed Elinor Barker)
- 2023

Campionati europei, Inseguimento a squadre (con Katie Archibald, Elinor Barker, Neah Evans e Anna Morris)
3ª prova Coppa delle Nazioni, Inseguimento a squadre (Milton, con Katie Archibald, Megan Barker, Neah Evans e Jessica Roberts)
Campionati del mondo, Inseguimento a squadre (con Katie Archibald, Elinor Barker, Megan Barker e Anna Morris)
- 2024

Campionati europei, Inseguimento individuale
Coppa delle Nazioni, Inseguimento a squadre (Milton, con Katie Archibald, Jessica Roberts, Megan Barker e Anna Morris)
Campionati del mondo, Inseguimento a squadre (con Jessica Roberts, Katie Archibald, Megan Barker e Anna Morris)
Copenhagen 3 Days, Americana (con Neah Evans)

### Strada
- 2019 (Team Breeze, tre vittorie)

1ª tappa Rás na mBan (Kilkenny > Gowran)
2ª tappa Rás na mBan (Kilkenny > Piltown)
3ª tappa Rás na mBan (Kilkenny > Slieveroe)

#### Altri successi
- 2019 (Team Breeze)

Brussel-Opwijk
Classifica a punti Rás na mBan

## Piazzamenti

### Competizioni mondiali
- Campionati del mondo su pista

Astana 2015 - Inseguimento individuale Junior: 4ª
Astana 2015 - Scratch Junior: 12ª
Astana 2015 - Omnium Junior: 9ª
Saint-Quentin-en-Yvelines 2015 - Inseguimento a squadre: 16ª
Londra 2016 - Inseguimento a squadre: 9ª
Berlino 2020 - Inseguimento individuale: 12ª
Roubaix 2021 - Inseguimento a squadre: 3ª
St. Quentin-en.-Yv. 2022 - Inseguimento a squadre: 2ª
St. Quentin-en.-Yv. 2022 - Inseguimento individuale: 3ª
Glasgow 2023 - Inseguimento a squadre: vincitrice
Ballerup 2024 - Inseguimento a squadre: vincitrice
- Campionati del mondo su strada

Ponferrada 2014 - Cronometro Junior: 37ª
Ponferrada 2014 - In linea Junior: ritirata
- Giochi olimpici

Tokyo 2020 - Inseguimento a squadre: 2ª
Parigi 2024 - Inseguimento a squadre: 3ª

### Competizioni continentali
- Campionati europei su pista

Anadia 2014 - Inseguimento individuale Junior: 2ª
Anadia 2014 - Scratch Junior: non partita
Anadia 2014 - Corsa a punti Junior: ritirata
Atene 2015 - Inseguimento individuale Under-23: 15ª
Atene 2015 - Scratch Under-23: 22ª
Atene 2015 - Corsa a punti Under-23: 12ª
Atene 2015 - Omnium Under-23: 13ª
Montichiari 2016 - Inseguimento individuale Under-23: 9ª
Montichiari 2016 - Corsa a punti Under-23: ritirata
Montichiari 2016 - Omnium Under-23: 11ª
Gand 2019 - Inseguimento a squadre Under-23: 5ª
Plovdiv 2020 - Inseguimento a squadre: vincitrice
Plovdiv 2020 - Inseguimento individuale: 4ª
Monaco di Baviera 2022 - Inseguimento a squadre: 4ª
Monaco di Baviera 2022 - Inseguimento individuale: 4ª
Grenchen 2023 - Inseguimento a squadre: vincitrice
Grenchen 2023 - Inseguimento individuale: 2ª
Apeldoorn 2024 - Inseguimento a squadre: 2ª
Apeldoorn 2024 - Inseguimento individuale: vincitrice
- Campionati europei su strada

Plumelec 2016 - Cronometro Elite: 51ª
Plumelec 2016 - In linea Elite: ritirata
- Giochi europei

Minsk 2019 - Inseguimento a squadre: 2ª
Minsk 2019 - Inseguimento individuale: 4ª